# Leptogium trichophorum
Leptogium trichophorum är en lavart som beskrevs av Müll. Arg. Leptogium trichophorum ingår i släktet Leptogium och familjen Collemataceae.   Inga underarter finns listade i Catalogue of Life.